# Frédéric Amorison
Frédéric Amorison (16 de febrero de 1978) es un exciclista profesional belga.

## Palmarés
2002
- Sparkassen Giro Bochum
- 1 etapa del Tour de Valonia

2010
- Dwars door het Hageland

2011
- Flecha Flamenca

2012
- Flecha Flamenca
- Gran Premio Jean-Pierre Monseré